# Cyclosa gulinensis
Cyclosa gulinensis är en spindelart som beskrevs av Xie, Yin och Kim 1995. Cyclosa gulinensis ingår i släktet Cyclosa och familjen hjulspindlar. Inga underarter finns listade i Catalogue of Life.